# 최영두 (1905년)
최영두(崔泳斗, 1905년 12월 30일 ~ 1996년 11월 19일)는 대한민국의 정치인이다. 제5대 국회의원을 지냈다.

## 학력
- 영양보통학교 졸업

## 경력
- 건국청년회춘양면지부장
- 대한청년단춘양면단장
- 춘양중학교 교장 서리
- 춘양유치원 원장
- 경상북도의회의원
- 춘양고등공민학교설립
- 봉화군축산협동조합장
- 제5대 국회의원(무소속, 경북 봉화군)

## 역대 선거 결과
|  | 18.80% |

|  | 23.57% |

|  | 17.15% |

|  | 35.83% |